# المركز الإندونيسي للإسلام والتعددية
المركز الإندونيسي للإسلام والتعددية سابقًا كان يسمى المركز الدولي للإسلام والتعددية منظمة إسلامية غير حكومية تقع في إندونيسيا تأسست عام 2003. يقع مقرها في جنوب تانغيرانغ بالقرب من جاكرتا، وهو تنص على أنه يهدف إلى نشر وجهات النظر الإسلامية المعتدلة والتقدمية في إندونيسيا والعالم.

## خلفية
إندونيسيا دولة ذات غالبية مسلمة، حيث يشكل المسلمون حوالي 85٪ من السكان. على الرغم من ذلك توجد ديانات أقلية كبيرة في البلاد بالإضافة إلى تنوع كبير في التعبير عن الإسلام بين مجموعات المسلمين المختلفة. هذه البيئة تعني أن الإسلام الإندونيسي كان تقليديًا منفتحًا ومتسامحًا ومعتدلًا في الشخصية.
في العقد الماضي بدأت أشكال الإسلام الأكثر محافظة وأكثر راديكالية في الظهور في إندونيسيا والبلدان الإسلامية الأخرى. تتميز هذه الأشكال من الإسلام بالعقلية الحصرية التي لا تتسامح مع الاختلاف سواء بين المجتمع الإندونيسي بشكل عام أو المجتمع الإسلامي بشكل أكثر تحديدًا. جذبت هذه المجموعات وهي صغيرة العدد، اهتمام وسائل الإعلام الدولية في السنوات الأخيرة، خاصة بعد هجمات 11 سبتمبر. هدد ظهور هذه الجماعات صورة إندونيسيا التقليدية كمجتمع مسلم منفتح ومتسامح ومعتدل.
استجابة لهذا تم إنشاء المركز الإندونيسي للإسلام والتعددية في عام 2003 كمنظمة لربط مختلف الناشطين الإسلاميين التقدميين المعتدلين في إندونيسيا والمنطقة الآسيوية. هؤلاء النشطاء مكرسون لمثل التعددية التي تعزز احترام الاختلاف، سواء كان ذلك بين مجموعات دينية أو عرقية أو اجتماعية مختلفة أو بين تيارات فكرية مختلفة داخل ديانات معينة. ومن المأمول أنه من خلال إنشاء هذه الشبكة بين الناشطين المعتدلين التقدميين سيكونون قادرين على مواجهة شبكات المحافظين المتطرفين الحالية في إندونيسيا والمنطقة بشكل أكثر فعالية.

## موضوعه
يهدف المركز الإندونيسي للإسلام والتعددية إلى بناء شبكة من المنظمات الإسلامية غير الحكومية، والنشطاء والمثقفين المسلمين المعتدلين التقدميين في جنوب شرق آسيا وفي نهاية المطاف في جميع أنحاء العالم.

## وصلات خارجية
- الموقع الرسمي